# ويندي ماثيوز
ويندي ماثيوز (بالإنجليزية: Wendy Matthews)‏ هي مغنية أسترالية، ولدت في 1960.

## وصلات خارجية
- الموقع الرسمي
- ويندي ماثيوز على موقع IMDb (الإنجليزية)
- ويندي ماثيوز على موقع ميوزك برينز (الإنجليزية)
- ويندي ماثيوز على موقع ديسكوغز (الإنجليزية)